# 纳吉·维克托
纳吉·维克托（匈牙利語：Nagy Viktor，1984年7月24日—），匈牙利男子水球运动员。他曾代表匈牙利国家队参加2012年、2016年和2020年夏季奥林匹克运动会水球比赛，其中2020年奥运会获得一枚铜牌。